# 자유아메바과
불룩아메바과 또는 자유아메바과(Vahlkampfiidae)는 이엽상근족충강에 속하는 원생생물 과이다.

## 하위 속
불룩아메바과에 포함되는 속은 아래와 같다.
- Monopylocystis
- 나이글레리아속 (Naegleria)
- Neovahlkampfia
- Paravahlkampfia
- Psalteriomonas
- Sawyeria
- Tetramitus
- 불룩아메바속 (Vahlkampfia)
- Willaertia

## 같이 보기
- 그루베렐라과